# Wola Pasikońska
Wola Pasikońska – wieś w Polsce położona w województwie mazowieckim, w powiecie warszawskim zachodnim, w gminie Kampinos. Ma status sołectwa. Leży przy drodze wojewódzkiej nr 580.
Wieś szlachecka położona była w drugiej połowie XVI wieku w powiecie sochaczewskim ziemi sochaczewskiej województwa rawskiego. W latach 1975–1998 miejscowość administracyjnie należała do województwa warszawskiego.
Legenda związana z nazwą wsi mówi o znacznej roli Napoleona w nadaniu ziemiom takiej nazwy. A konkretnie gdy szedł ze swoim wojskiem na Rosję, rosła tam bujna roślinność. Konie pasły się bez kantaru. Wolno Pasł Konie czyli Wola Pasikońska.
We wsi Wola Pasikońska w domu znanego pisarza Marka Ławrynowicza, założyciela pisma, mieściła się redakcja "Wyspy" (2007–2008) jednego z polskich kwartalników literackich.